# Bruno Ecuele Manga
Bruno Ecuele Manga   (Libreville, 16 de juliol de 1988) és un futbolista del Gabon de la dècada de 2010.
Fou internacional amb la selecció de futbol del Gabon.
Pel que fa a clubs, destacà a FC Girondins de Bordeus, FC Lorient i Cardiff City FC.